# جاش اینمن
جاش اینمن (انگلیسی: Josh Inman؛ زادهٔ march ۱۳, ۱۹۸۰ (۴۵ سال)) ورزشکار روئینگ اهل ایالات متحده آمریکا است.
وی در مسابقات کشوری و بین‌المللی در مجموع برندهٔ ۱ مدال طلا، ۲ مدال برنز شده‌است.